# Musakyudzha
Musakyudzha är en ort i Azerbajdzjan.   Den ligger i distriktet Masallı Rayonu, i den sydöstra delen av landet, 180 km sydväst om huvudstaden Baku. Antalet invånare är 3 322.
Terrängen runt Musakyudzha är platt, och sluttar österut. Runt Musakyudzha är det ganska tätbefolkat, med 192 invånare per kvadratkilometer.. Närmaste större samhälle är Arkewan, 4,6 km väster om Musakyudzha.
Trakten runt Musakyudzha består till största delen av jordbruksmark.